# محاکمه صدام حسین
محاکمه صدام حسین، محاکمه رئیس‌جمهور عزل‌شدهٔ عراق، صدام حسین توسط دولت موقت عراق و ایالات متحده آمریکا به اتهام جنایت علیه بشریت در طول دورهٔ حکومت او بود.
حکومت ائتلاف موقت عراق در ۹ دسامبر ۲۰۰۳ به تشکیل دادگاه ویژه عراق (IST)، متشکل از پنج قاضی عراقی، برای محاکمه صدام حسین و دستیارانش به اتهام جنایات جنگی، جنایت علیه بشریت و نسل‌کشی رأی داد.

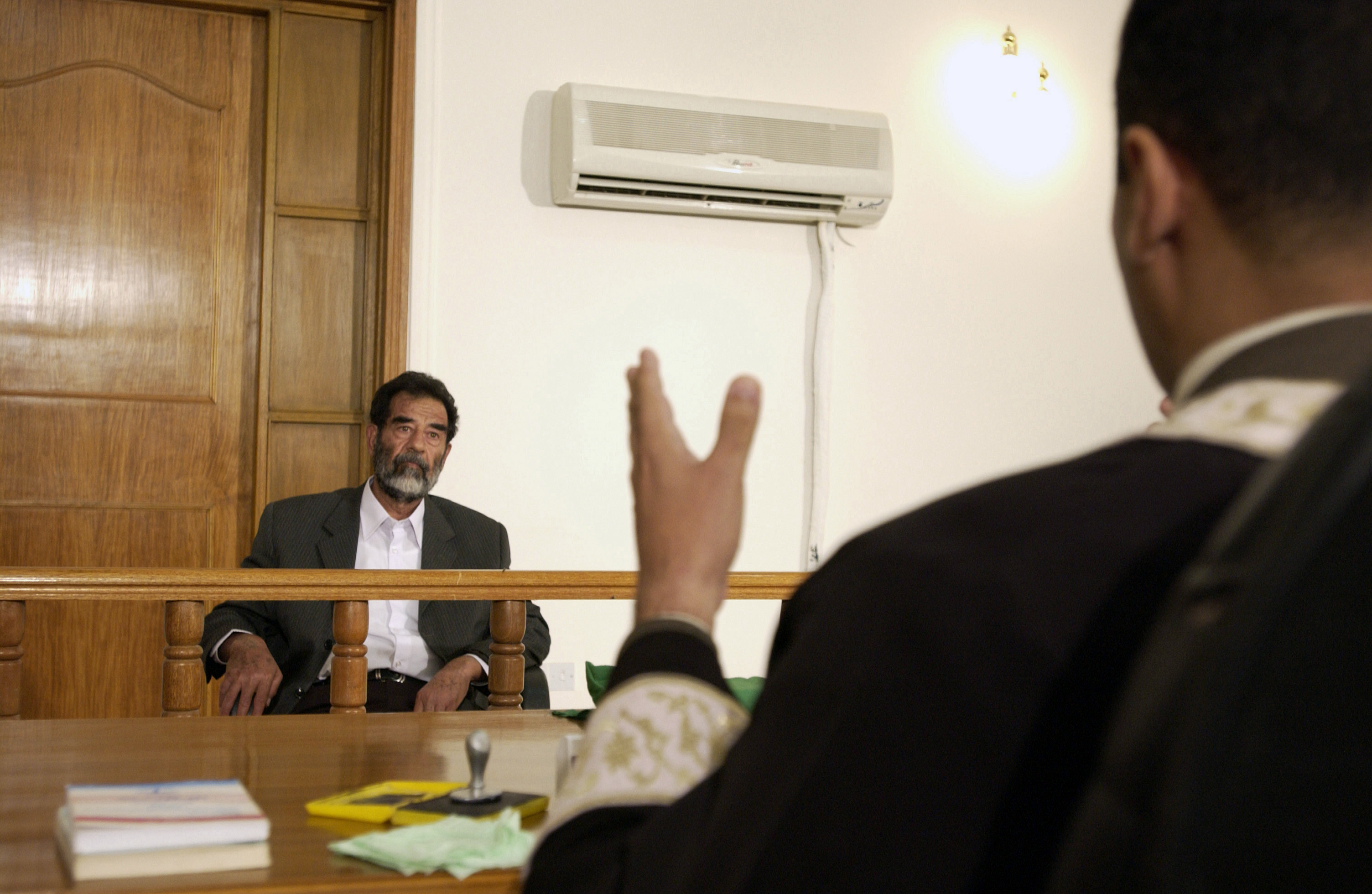
صدام حسین در مقابل یک قاضی عراقی در دادگاهی در بغداد، ۱ ژوئیهٔ ۲۰۰۴

صدام در ۱۳ دسامبر ۲۰۰۳ توسط نیروهای آمریکایی در عملیات سپیده‌دم سرخ دستگیر شد. او در طول بازداشت خود در اختیار نیروهای ایالات متحده در کمپ کراپر در بغداد و همراه با یازده نفر از مقامات ارشد حزب بعث زندانی بود. در جریان محاکمهٔ صدام، به مبارزات خشونت‌آمیز علیه کردهای شمال عراق در طول جنگ ایران و عراق و مبارزه علیه شیعیان در جنوب عراق در سال‌های ۱۹۹۱ و ۱۹۹۹ برای سرکوب شورش‌ها و در دجیل پس از سوءقصد نافرجام علیه او در ۸ ژوئیهٔ ۱۹۸۲ در جریان جنگ ایران و عراق، توجه ویژه‌ای شد. صدام در دفاع از خود اظهار داشت که حکومت او بطور غیرقانونی سرنگون شده و او هنوز رئیس‌جمهور عراق است.
نخستین محاکمه، در ۱۹ اکتبر ۲۰۰۵ در دادگاه ویژه عراق آغاز شد. در این محاکمه، صدام و هفت متهم دیگر به جرم جنایت علیه بشریت با توجه به وقایعی که پس از ترور نافرجامی که در دجیل در سال ۱۹۸۲ توسط اعضای حزب الدعوه اسلامی رخ داد، محاکمه شدند. محاکمه دوم و جداگانه در ۲۱ اوت ۲۰۰۶ آغاز شد، که صدام و شش متهم دیگر را برای نسل‌کشی در جریان عملیات نظامی انفال علیه کردهای شمال عراق محاکمه کرد.
در ۵ نوامبر ۲۰۰۶، صدام به اعدام با چوبهٔ دار محکوم شد. در ۲۶ دسامبر، درخواست تجدیدنظر صدام رد شد و حکم اعدام تأیید شد. تجدیدنظر دیگری صورت نگرفت و صدام ظرف ۳۰ روز پس از آن تاریخ، اعدام شد. تاریخ و مکان اعدام تا زمان اجرای حکم مخفی بود. صدام حسین در ۳۰ دسامبر ۲۰۰۶ به دار آویخته شد.
منتقدان، آن محاکمه را یک محاکمهٔ نمایشی می‌دانستند که با استانداردهای بین‌المللی در مورد حق برخورداری از یک محاکمهٔ عادلانه مطابقت نداشت. عفو بین‌الملل اعلام کرد که این محاکمه «ناعادلانه» بود و دیده‌بان حقوق بشر نیز اعتقاد داشت که اعدام صدام «به دنبال یک محاکمه ناقص و نشان‌دهندهٔ دور شدن از حاکمیت قانون در عراق است.» چندین ماه پیش از برگزاری دادگاه، سالم چلبی، رئیس سابق دادگاه ویژه عراق (که برای محاکمه صدام حسین تشکیل شده بود)، ایاد علاوی، نخست‌وزیر موقت عراق را به فشار برای محاکمه نمایشی و اعدام عجولانه متهم کرد و گفت: «محاکمه‌ها را نمایش دهید. این اعدام‌های سریع ممکن است در کوتاه‌مدت به دولت موقت کمک کند، اما در درازمدت برای توسعهٔ دموکراسی و حاکمیت قانون در عراق اثر معکوس خواهد داشت.»

## دادرسی نخست: ۱ ژوئیه ۲۰۰۴
صدام حسین، رئیس‌جمهور ۶۷ ساله، در طول جلسهٔ ۴۶ دقیقه‌ای با اعتمادبه‌نفس و سرکش ظاهر شد. او، مشروعیت دادگاهی را که برای محاکمه او تشکیل شده بود، زیر سؤال برد و این دادگاه را یک «بازی» با هدف پیروزی جرج بوش درانتخابات ریاست جمهوری آمریکا نامید. او قاطعانه اتهامات علیه خود را رد کرد و اظهار داشت:
«تمامی این محاکمه تئاتر است. جنایتکار واقعی، جرج بوش است.» هنگامی که قاضی از وی درخواست کرد که در اولین حضورش در برابر یک قاضی عراقی هویت خود را معرفی کند (هویت سه قاضی از پنج قاضی و دادستان پرونده، به دلایل امنیتی هرگز افشا نشد و از آن‌ها عکسی گرفته نشد)، او پاسخ داد: «شما یک عراقی هستید، می‌دانید من کی هستم.»
همچنین در جریان محاکمه، صدام از حملهٔ عراق به کویت در اوت ۱۹۹۰ دفاع کرد و از کویتی‌ها با عنوان «سگ‌هایی» یاد کرد که می‌کوشند زنان عراقی را به «فاحشه‌های دو دیناری» تبدیل کنند، که این اظهارات، منجر به تذکر قاضی برای عدم استفاده از الفاظ ناپسند در دادگاه شد. در ۱ ژوئیه، وزیر اطلاعات کویت، ابوالحسن، گفت که از صدام «انتظار» سخنان خام می‌رود. وی همچنین گفت: «او این‌گونه بزرگ شده‌است.»
اگرچه هیچ وکیلی برای صدام در جلسه اول ژوئیه حضور نداشت، همسر اول او، ساجده طلفاح، یک تیم حقوقی چندملیتی از وکلای دادگستری به ریاست محمد راشدان اردنی، شامل عایشه قذافی (لیبی)، کرتیس دوبلر (ایالات متحده)، امانوئل لودوت (فرانسه) و مارک هنزلین (سوئیس) استخدام کرد. در پایان جلسهٔ نخست، رئیس‌جمهور معزول از امضای اسناد قانونی که تأیید کنندهٔ درک و اطلاع خود از اتهامات بود، خودداری کرد.

## رویدادهای پیش از دادگاه
در متن فاش شده از دیدار جرج بوش در فوریهٔ ۲۰۰۳ و خوزه آزنار، نخست‌وزیر اسپانیا، بوش ابراز تمایل کرد که صدام در دیوان بین‌المللی دادگستری در لاهه محاکمه شود.
در دسامبر ۲۰۰۴، کلایو استافورد اسمیت یک گزارش مختصر ۵۰ صفحه‌ای برای گروه وکلای صدام تهیه کرد که در آن استدلال می‌کرد که صدام حسین باید در ایالات متحده تحت قوانین جزایی ایالات متحده محاکمه شود.
روزنامه عرب‌زبان القدس العربی چاپ لندن در اوایل ماه مه ۲۰۰۵ گزارش داد که صدام در دیدار با دونالد رامسفلد در اردن، پیشنهاد آزادی خود در قبال درخواست تلویزیونی صدام از گروه‌های مسلح حامی خود، برای آتش‌بس با نیروهای ائتلاف را رد کرد. روزنامه انگلیسی دیلی تلگراف به نقل از یک منبع بلندپایه دولت بریتانیا که نامش فاش نشد، دو هفته پیش گزارش داده بود که به شورشیان عراقی پیشنهاد «معامله‌ای» داده شده‌است که به موجب آن، رئیس‌جمهور سابق عراق در صورت دست کشیدن از حملات حامیان مسلح خود، مجازات ملایم‌تری دریافت خواهد کرد.
در ۱۷ ژوئن ۲۰۰۵، ماهاتیر محمد، نخست‌وزیر سابق مالزی، رمزی کلارک، دادستان کل سابق ایالات متحده، رولان دوما، وزیر امور خارجه سابق فرانسه و احمد بن بلا، رئیس‌جمهور سابق الجزایر، تشکیل کمیتهٔ بین‌المللی اضطراری برای عراق، با هدف اصلی حصول اطمینان از محاکمه عادلانه صدام و سایر مقامات سابق حزب بعث که با او محاکمه می‌شوند را ارائه کردند.
در ۱۸ ژوئیه ۲۰۰۵، دادگاه ویژه صدام را به اولین مورد از یک سری اتهامات مورد انتظار متهم کرد که مربوط به کشتار جمعی ساکنان منطقهٔ دجیل در سال ۱۹۸۲ پس از یک سوءقصد نافرجام علیه وی بود.
در ۸ اوت ۲۰۰۵، خانوادهٔ صدام اعلام کردند که تیم حقوقی مستقر در اردن را منحل کرده و خلیل الدلیمی، تنها عضو مستقر در عراق را به‌عنوان تنها مشاور حقوقی منصوب کرده‌اند. در مصاحبه‌ای که در ۶ سپتامبر ۲۰۰۵ از تلویزیون عراق پخش شد، جلال طالبانی، رئیس‌جمهور عراق، گفت که او مستقیماً از صدام شنیده که در زمان رژیم خود، دستور کشتار جمعی و سایر «جنایت‌ها» را صادر کرده‌است و «او مستحق مرگ است.» دو روز بعد، وکیل صدام اعتراف او را تکذیب کرد.
وکیل صدام مکرراً تأخیر در رسیدگی به پرونده را درخواست می‌کرد و اصرار داشت که فرصت کافی برای بررسی اسناد دادستانی داده نشده‌است، اما او پس از این مطالبات، هیچ پاسخی از دادگاه دریافت نکرد. گروه‌های بین‌المللی حقوق بشری، از جمله دیده‌بان حقوق بشر، عفو بین‌الملل، برخی نهادهای سازمان ملل متحد و کمیساریای عالی حقوق بشر گفته‌اند که روند قانونی دادگاه ویژه عراق با استانداردهای بین‌المللی برای یک محاکمهٔ عادلانه مطابقت ندارد. کوفی عنان، دبیرکل سازمان ملل متحد، از حمایت از روند رسیدگی به اتهامات صدام، خودداری کرد و نگرانی‌های مشابهی را در مورد عدالت و همچنین احتمال صدور حکم اعدام در این پرونده ابراز کرد.

## محاکمه مربوط به کشتار دجیل: ۱۹ اکتبر ۲۰۰۵
دادگاه در ۱۹ اکتبر ۲۰۰۵، چهار روز پس از همه‌پرسی ۱۵ اکتبر ۲۰۰۵ در مورد قانون اساسی جدید عراق، صدام و هفت مقام سابق عراقی دیگر را محاکمه کرد. این دادگاه به‌طور مشخص، متهمان را به قتل ۱۴۸ شیعه از دجیل، در انتقام از سوءقصد نافرجام در ۸ ژوئیه ۱۹۸۲ متهم کرد. حامیان صدام در تکریت، به انجام این محاکمه، اعتراض کردند. پس از قرائت اتهامات برای متهمان، هر هشت متهم، بی‌گناهی خود را اظهار کردند.
در حالی که این دادگاه در ابتدا برای عموم آزاد بود، دادگاه در ۱۵ مارس ۲۰۰۶ و پس از آن که صدام شروع به اظهارات سیاسی در جایگاه دفاع کرد و پس از مشاجره بین او و رئیس دادگاه، عمومی بودن این دادگاه، لغو شد.
متهمان هم‌دست صدام عبارت بودند از:
- برزان تکریتی، برادر ناتنی او و رئیس سابق اطلاعات عراق
- طه یاسین رمضان، معاون سابق رئیس‌جمهور
- عواد البندر، قاضی سابق
- عبدالله کاظم روید مشیخی، از مسئولان حزب بعث دجیل
- مزهر عبدالله روید مشیخی، (فرزند عبدالله کاظم)، از مسئولان حزب بعث دجیل.
- علی دائم علی، از مسئولان حزب بعث دجیل
- محمد عزاوی علی، از مسئولان حزب بعث دجیل

صدام در آغاز محاکمهٔ ۱۹ اکتبر، مانند جلسه قبل، سرکش ظاهر شد. او مشروعیت و استقلال دادگاه را رد کرد. صدام گفت: «من با تمام احترامی که برای کادر آن قائل هستم، به این دادگاه نمایشی پاسخ نمی‌دهم و حق قانونی خود را به عنوان رئیس‌جمهور عراق حفظ می‌کنم». وی افزود: نه نهادی که شما را تعیین و اختیار کرده‌است می‌شناسم و نه تجاوز را می‌شناسم، زیرا تمام آنچه بر پایهٔ دروغ ساخته شده، دروغ است. زمانی که قاضی نام او را پرسید، صدام گفت: «من رئیس‌جمهور عراق هستم». او این سؤال را پاسخ داد و از رزگار محمد امین قاضی کرد پرسید: «شما کی هستید؟ من می‌خواهم بدانم شما کی هستید.» وقتی امین، صدام را «رئیس‌جمهور سابق» خطاب کرد، صدام به شدت مخالفت کرد و گفت که او هنوز رئیس‌جمهور عراق است و برکنار نشده‌است.
نخستین جلسهٔ محاکمه صدام سه ساعت به طول انجامید. دادگاه، رسیدگی به این پرونده را تا ۲۸ نوامبر ۲۰۰۵ به تعویق انداخت، زیرا برخی از شاهدان به قدری ترسیده بودند که نمی‌توانستند در جلسه دادگاه شرکت کنند. رغد، دختر بزرگ صدام، طی مصاحبه‌ای با خبرگزاری عربی العربیه پس از آغاز دادگاه، دادگاه را «مضحک» خواند وی مدعی شد که پدرش در طول دادگاه مانند یک «شیر» رفتار کرده‌است. او گفت:
«پدرم حتی در قفس هم یک شیر خواهد بود. هر شخص صادقی که صدام را می‌شناسد، می‌داند که او محکم و قدرتمند است.»
دادگاه در ۲۸ نوامبر ۲۰۰۵ توسط رزگار محمد امین رئیس دادگاه، به تعویق افتاد تا فرصتی برای یافتن وکلای جایگزین برای چند تن از متهمان فراهم شود. سعدون سقایر جنابی، وکیل عواد البندر، در ۲۰ اکتبر ۲۰۰۵ توسط افراد مسلح از دفتر کارش ربوده شد و چند ساعت بعد در نزدیکی دفترش کشته شد. در ۸ نوامبر ۲۰۰۵، عادل زبیدی، وکیل دادگستری، که وکالت معاون رئیس‌جمهور سابق، طه یاسین رمضان و عبدالله کاظم را بر عهده داشت، توسط سه مرد مسلح در بغداد کشته شد. ثامر حمود خزاعی وکیل برزان تکریتی نیز در این حمله زخمی شد.
در جریان محاکمه، چندین اتفاق رخ داد که صدام با قضات وارد مشاجره شد و از دادگاه سرپیچی کرد. در یک اتفاق، تیم دفاع حقوقی صدام، پس از زیر سؤال بردن مشروعیت دادگاه، و درخواست در مورد بازگرداندن اسناد دفاعیات ضبط شده توسط نیروهای ارتش ایالات متحده و مسائل امنیتی در مورد حفاظت از وکلای مدافع، از دادگاه خارج شدند. صدام همچنین به همراه دیگر متهمان، علیه قاضی امین و دادگاه، انتقاد کردند.
روز بعد، صدام، پس از ساعت‌ها گوش دادن به ادای شهادت‌ها، به قاضی حمله کرد. او گفت که خسته شده‌است، قصد بازگشت به دادگاه و رفتن به جهنم را ندارد. مدتی بعد، در ۷ دسامبر ۲۰۰۵، صدام از ورود به دادگاه خودداری کرد، زیرا از شرایط نگهداری خود و اجرای محاکمه شکایت داشت. یکی از شکایات صدام، این بود که چهار روز نتوانسته بود لباس‌هایش را عوض کند.
در ۱۲ دسامبر ۲۰۰۵، صدام به جای واکنش در برابر اظهارات شاهدان، بازداشت‌کنندگان آمریکایی خود را به شکنجه متهم کرد و گفت: «از هر جای بدنم کتک خورده‌ام و نشانه‌ها در تمام بدنم دیده می‌شوند.»
جعفر الموسوی، دادستان کل عراق، خواستار مجازات اعدام برای صدام و چهار متهم دیگر از جمله برزان تکریتی، برادر ناتنی صدام، طه یاسین رمضان، معاون سابق رئیس‌جمهور عراق و عوض حامد البندر، قاضی ارشد سابق دادگاه انقلاب صدام شد. مظنونان در صورت مجرم شناخته شدن و محکومیت به اعدام، به دار آویخته می‌شدند.
پس از ترور خمیس العبیدی، وکیل مدافع اصلی خود، صدام در اعتراض به عدم حمایت بین‌المللی از وکلا دست به اعتصاب غذا زد. در ۲۳ ژوئن ۲۰۰۶، گزارش شد که صدام به اعتصاب غذای خود پایان داد. در ۲۷ ژوئن ۲۰۰۶، دو تن از وکلای صدام حسین، رمزی کلارک، دادستان کل سابق ایالات متحده، و کرتیس دوبلر، کنفرانسی در باشگاه ملی مطبوعات در واشینگتن، دی.سی.، برگزار کردند و خواستار برقراری امنیت فوری برای همه وکلای مدافع عراقی شدند. آن‌ها در بیانیه‌ای کتبی شکایت کردند که محاکمه ناعادلانه بوده و توسط مقامات آمریکایی با استفاده از عراقی‌ها انجام می‌شود. این دو وکیل ادعا کردند که ایالات متحده علی‌رغم درخواست‌های مکرر، از ارائه حمایت کافی برای وکلای مدافع خودداری کرده‌است و ایالات متحده عمداً یک محاکمه ناعادلانه را ترجیح می‌دهد.

### صدور حکم: ۵ نوامبر ۲۰۰۶

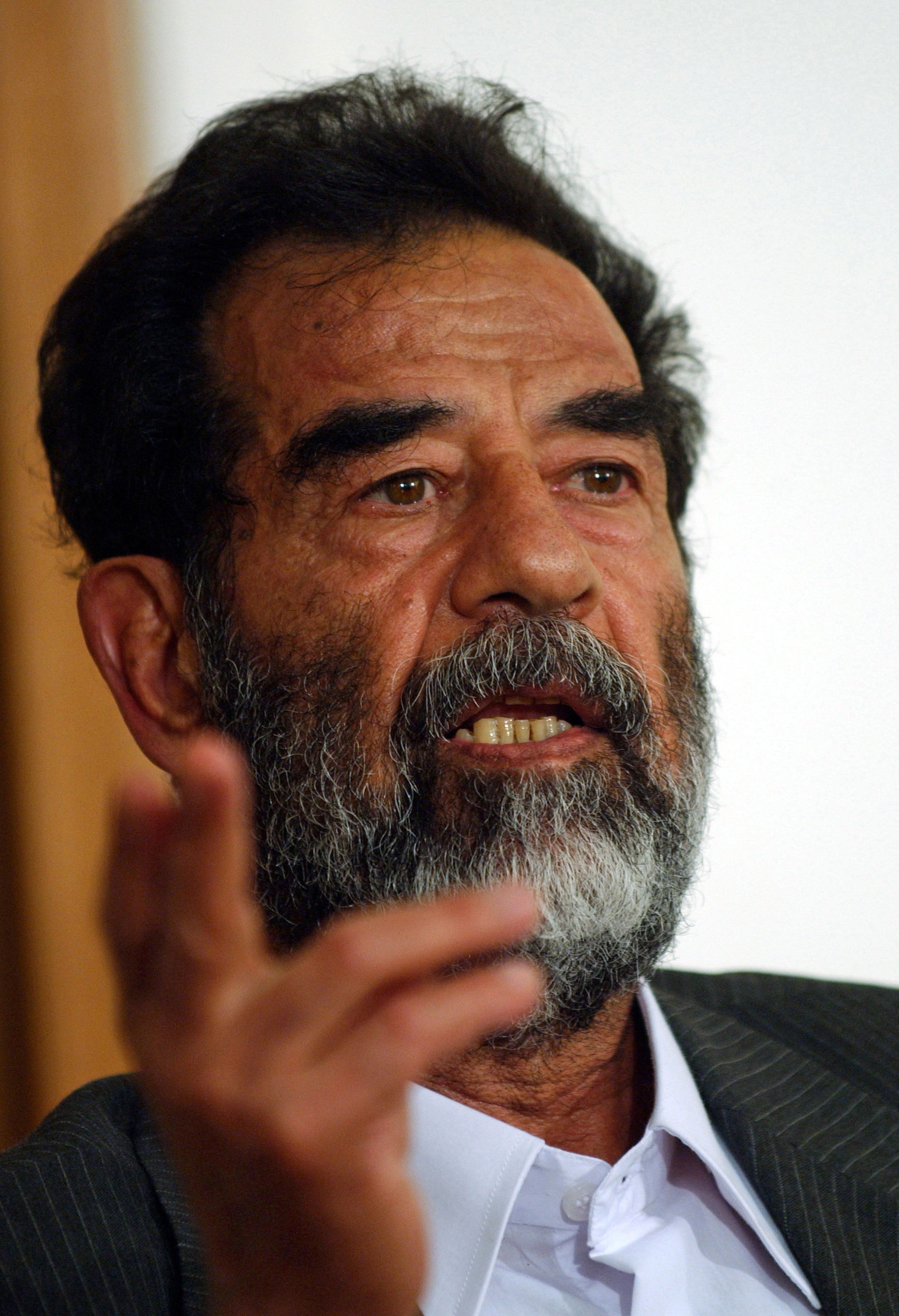
صدام حسین در دادگاه ویژه عراق در ۱ ژوئیه ۲۰۰۴. او در ۱۹ اکتبر ۲۰۰۵ محاکمه شد.

در ۵ نوامبر ۲۰۰۶، صدام حسین به جرم قتل ۱۴۸ شیعه از دجیل، به تلافی سوءقصد صورت‌گرفته در ۸ ژوئیه ۱۹۸۲، به اعدام با چوبه دار محکوم شد. وقتی قاضی حکم را اعلام کرد، صدام فریاد زد: «زنده باد مردم. زنده باد ملت عرب. مرگ بر جاسوسان» و سپس تکبیر گفت. خلیل الدلیمی، وکیل مدافع، بعداً بیانیه‌ای از صدام حسین که درست قبل از صدور حکم دادگاه صادر شد، نقل کرد. وی گفت که صدام از هموطنان خود خواسته‌است که «در مقابل درگیری‌های فرقه‌ای متحد شوند». الدلیمی افزود که پیام صدام به مردم، این بود که «غیرنظامی‌های ملت‌های متجاوز را عفو کنید و انتقام نگیرید». حکم صادرشده، یک درخواست تجدیدنظر که توسط سیستم قضایی عراق اجباری شده بود، به‌دنبال داشت. این گمانه‌زنی وجود داشت که درخواست تجدیدنظر می‌تواند سال‌ها طول بکشد و اجرای آن، به تعویق بیفتد. اما در ۲۶ دسامبر، درخواست تجدیدنظر صدام رد شد و حکم اعدام تأیید شد. هیچ درخواست تجدیدنظر دیگری امکان‌پذیر نبود و صدام باید ظرف ۳۰ روز پس از آن تاریخ، اعدام می‌شد. این تصمیم هنوز باید توسط رئیس‌جمهور عراق تأیید می‌شد، اما نمی‌توان آن را تغییر داد. قاضی عارف شاهین، یکی از ۹ قاضی تجدیدنظر، گفت: «این مدت، نمی‌تواند بیش از ۳۰ روز باشد. از فردا این حکم می‌تواند در هر زمانی اجرا شود. دادگاه تجدیدنظر، رأی خود را صادر کرده‌است و آنچه امروز تصمیم گرفتیم قطعی است.»
در ۳۰ دسامبر ۲۰۰۶ تقریباً ساعت ۶:۰۵ بامداد به وقت بغداد، حکم صدام حسین اجرا شد و او را به دار آویختند.
همدستان صدام، برزان تکریتی، برادر ناتنی وی و رئیس اطلاعات عراق در زمان کشتار دجیل و عواد البندر که برای ساکنان دجیل به عنوان رئیس دادگاه انقلاب صدام (حزب بعث) حکم اعدام صادر می‌کرد نیز به اعدام با دار زدن محکوم شد. آن‌ها در ۱۵ ژانویه ۲۰۰۷ اعدام شدند. طه یاسین رمضان معاون سابق رئیس‌جمهور عراق به حبس ابد محکوم شد. با این حال، در ۱۲ فوریه سال ۲۰۰۷، حکم حبس ابد وی، به اعدام تغییر کرد و رمضان نیز در ۲۰ مارس ۲۰۰۷ به دار آویخته شد.
مقامات سابق حزب بعث در منطقه دجیل، عبدالله کاظم روید مشیخی، پسرش مظهر عبدالله روید مشیخی و علی دائم علی به ۱۵ سال زندان محکوم شدند. محمد عزاوی علی، همچنین یکی از مقامات حزب بعث در منطقه دجیل، به دلیل کمبود شواهد تبرئه شد.

## اعدام
صدام پس از محاکمه و محکومیت وی به اتهام قتل غیرقانونی ۱۴۸ شیعه در شهر دجیل در سال ۱۹۸۲، پس از محکومیت به جنایت علیه بشریت، با دار زدن اعدام شد. او در نخستین روز از تعطیلات مهم اسلامی، عید قربان، ۳۰ دسامبر ۲۰۰۶، تقریباً در ساعت ۰۶:۰۵ صبح به وقت محلی (۰۳:۰۵ UTC) به دار آویخته شد. این اعدام در " کمپ عدالت " یکی از پایگاه‌های ارتش عراق در کاظمین، در شمال شرق بغداد انجام شد.

## واکنش‌ها

### واکنش‌ها به حکم
عراق: رئیس‌جمهور جلال طالبانی در بیانیه‌ای گفت: «به نظر من این محاکمه عادلانه بود» و «باید به استقلال قوه قضائیه عراق احترام بگذارم. تا آخر باید سکوت کنم.» نوری مالکی، نخست‌وزیر، گفت که این حکم ممکن است به کاهش درد بیوه‌ها و یتیمان و کسانی که دستور دفن مخفیانه عزیزانشان را داده‌اند و کسانی که مجبور به سرکوب احساسات و رنج خود شده‌اند و کسانی که در رژیم صدام به دست شکنجه‌گران شکنجه شده‌اند، بینجامد. خالد العطیه، معاون اول مجلس ملی عراق گفت: «ما انتظار داشتیم که صدام حسین جنایتکار و سرسپردگانش حداکثر مجازات را دریافت کنند، زیرا آن‌ها جنایات وحشتناکی را علیه مردم عراق، اعراب، کردها، مسلمانان و کل جهان غرب مرتکب شده‌اند.»
 هند:  پراناب موکرجی، وزیر امور خارجه هند، با احتیاط، به حکم اعدام واکنش نشان داد و گفت که چنین احکامی نباید «پیروزی عدالت» تلقی شوند. او در بیانیه‌ای گفت: «این‌گونه تصمیمات مرگ و زندگی نیازمند روندهای قانونی معتبر است.»
 ایالات متحده آمریکا: تونی اسنو، سخنگوی کاخ سفید گفت این محاکمه «شواهدی مطلق» را نشان می‌دهد که قوهٔ قضائیه در عراق مستقل است. جرج دابلیو. بوش، رئیس‌جمهور آمریکا در بیانیه‌ای گفت: «محاکمه صدام حسین، نقطه عطفی در تلاش‌های مردم عراق برای جایگزینی حاکمیت قانون به جای حکومت یک ظالم است» و «امروز قربانیان این رژیم مقداری از این اقدامات را دریافت کرده‌اند. عدالتی که بسیاری فکر می‌کردند هرگز تحقق نخواهد یافت.»

### انتقادات
منتقدان، از جمله خلیل الدلیمی، مشاور حقوقی صدام، ادعا کردند که مقامات آمریکایی نفوذ زیادی بر دادگاه داشتند. او در بیانیه‌ای گفت: این دادگاه، مخلوق اشغال نظامی آمریکاست.
خلیل الدلیمی و مفسران مختلف بین‌المللی ادعا کردند که روزی که در آن حکم دادگاه، به‌طور زنده برای جهانیان خوانده شد، یعنی ۵ نوامبر ۲۰۰۶، به عمد توسط دولت بوش انتخاب شد تا بر انتخابات میان‌دوره‌ای ایالات متحده که دو روز بعد برگزار شد، تأثیر بگذارد. انتظار می‌رفت که این حکم در ۱۶ اکتبر ۲۰۰۶ صادر شود، اما برای بررسی اظهارات برخی از شاهدان، به تعویق افتاد. حتی با توجه به این‌که حکم به‌صورت شفاهی در ۵ نوامبر خوانده شد، حکم کتبی و نهایی تا چند روز بعد منتشر نشد.
واشینگتن پست گزارش داد که «آمریکایی‌ها بیشتر قوانینی را که بر اساس آن‌ها، صدام حسین و همکارانش محاکمه می‌شوند، تهیه کرده‌اند». این نشریه همچنین گزارش داد که «یک مقام آمریکایی در بغداد، تأیید کرد که تنها ایالات متحده و بریتانیا کارشناسانی را برای مشاوره به دادگاه در مورد نحوه محاکمه دولت‌ها به دلیل جنایات جنگی و مواردی از این قبیل، مشارکت داده‌اند».
سازمان حقوق بشری عفو بین‌الملل از حکم اعدام انتقاد کرد و گفت که این دادگاه «عمیقاً ناقص و ناعادلانه» است. مالکوم استوارت، مدیر برنامه خاورمیانه و شمال آفریقای عفو بین‌الملل، گفت: این فرایند با «نقص جدی که صلاحیت دادگاه را زیر سؤال می‌برد، خدشه‌دار شد.» او به‌طور ویژه از مداخله‌های سیاسی، استقلال و بی‌طرفی دادگاه انتقاد کرد.

## میراث و اثرات طولانی‌مدت
محمد بزی، روزنامه‌نگار در سال ۲۰۱۴ نوشت که محاکمه و اعدام صدام باعث تعمیق فرقه‌گرایی در عراق شده‌است.